# Klaus Regling

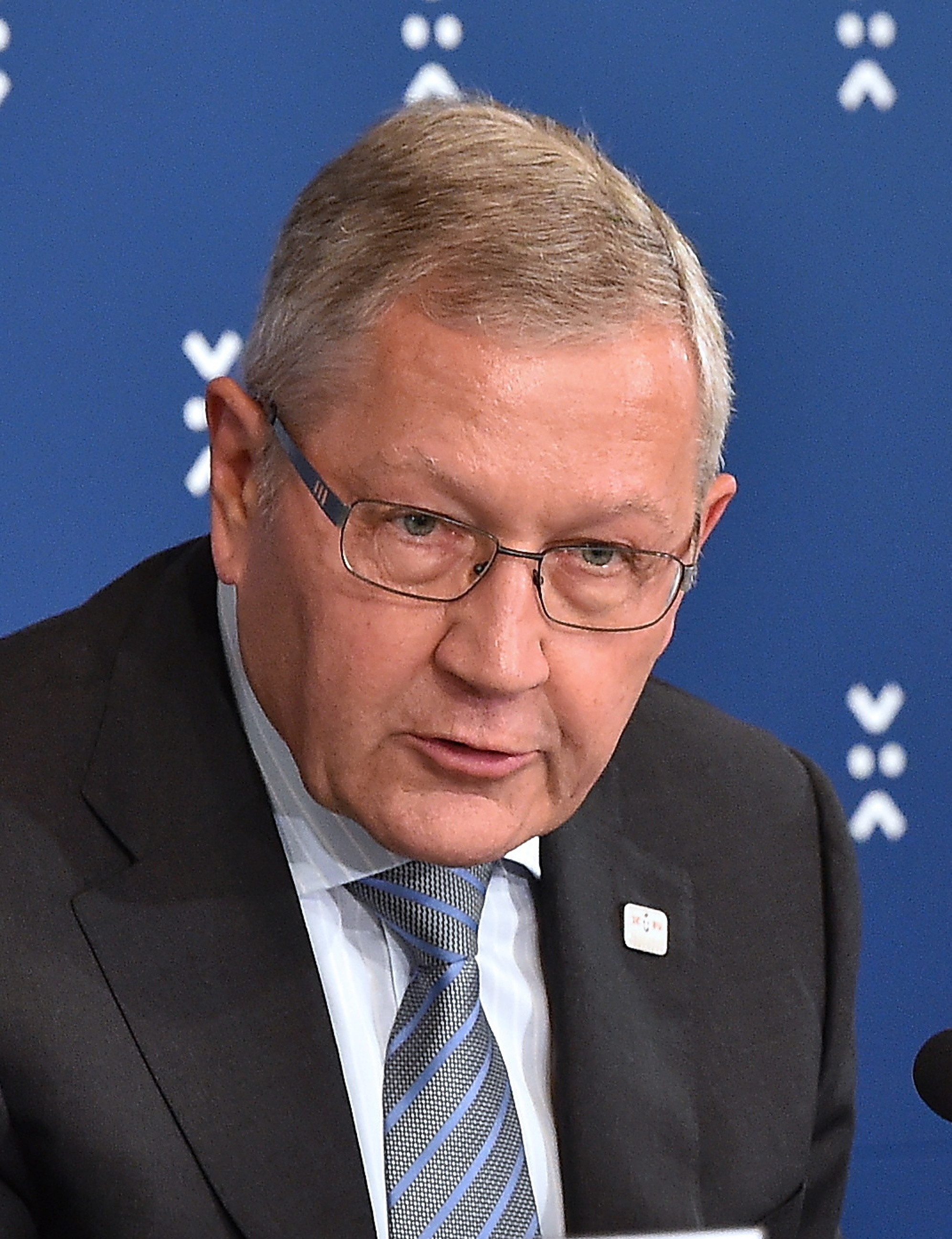
Klaus Regling

Klaus P. Regling (Lübeck, 3 oktober 1950) is een Duits econoom en de huidige topman van het European Financial Stability Facility (EFSF) en het Europees Stabiliteitsmechanisme (ESM).
Regling studeerde economie in Regensburg en Hamburg. Tussen 1975-1980 en 1985-1991 was hij werkzaam bij het Internationaal Monetair Fonds (IMF). Van 1981 tot 1985 en van 1991 tot 1998 werkte hij bij het Duitse ministerie van Financiën. Hij speelde een vooraanstaande rol bij de voorbereidingen voor de vorming van de Economische en Monetaire Unie (EMU).
Regling wordt beschouwd als een groot kenner van de monetaire unie. Sinds juni 2010 is hij hoofd van het EFSF. In oktober 2012 werd hij benoemd als hoofd van de Europees Stabiliteitsmechanisme (ESM) te gaan leiden. In februari 2017 werd hij herbenoemd voor een nieuwe periode van vijf jaar.
- Gemeinsame Normdatei: 171561929
- International Standard Name Identifier: 0000 0001 1533 1134
- Library of Congress Control Number: no2011016468
- Nederlandse Thesaurus van Auteursnamen: 276860160
- Système universitaire de documentation: 243517165
- Virtual International Authority File: 168298528
- WorldCat: E39PBJjxv6XT9xrJDPkHgTGbVC